# John Crombez
John Crombez, né le 19 septembre 1973 à Ostende, est un homme politique belge flamand, membre de Vooruit dont il est le président de 2015 à 2019.

## Biographie

### Vie privée et études
John Crombez nait le 19 septembre 1973 à Ostende.

### Parcours politique
Aux élections législatives fédérales de 2019, il est élu à la Chambre des Représentants.
Le 28 juillet 2020, il annonce quitter la politique pour se consacrer à la recherche mais continue de restera actif au sein de la section ostendaise du parti, il est remplacé à la Chambre des représentants par Vicky Reynaert qui prête serment le 17 septembre 2020.

#### Plan d'action Lutte contre la Fraude 2012-13
Le 11 mai 2012, le gouvernement fédéral a adopté sur proposition de John Crombez le « Plan d’Action du Collège pour la Lutte contre la Fraude Fiscale et Sociale ». Le plan décrit une centaine d’actions en une centaine de pages. Le plan d'action rassemble les apports des membres du Collège pour la lutte contre la fraude fiscale et sociale. Le Collège est composé de membres du gouvernement, de la magistrature et des administrations.

## Fonctions politiques
- 2009-2014 : député au Parlement flamand
- 2011-2014 : secrétaire d'État à la Lutte contre la fraude sociale et fiscale
- 2015-2019 : président du sp.a[3].
- 2019-2020 : député fédéral à la Chambre des représentants
- depuis 2024 : bourgmestre d'Ostende